# 동의회
동의회(同義會)는 연해주에서 결성된 대한민국의 항일의병조직이다.

## 개요
1907년 겨울 안중근, 김기룡, 엄인섭 등이 의형제를 맺은 뒤 항일의병을 일으킬 목적으로 연해주 각지의 동포사회를 순방하며 뜻있는 청년 87명을 결집하고 총기와 자금을 모았다.
1908년 4월 이른바 '87형제'들이 연추의 최재형 집에 총집결하여 동의회를 조직했다. 이때 선출된 동의회 임원은 총장에 최재형, 부총장에 이범윤, 회장에 이위종, 부회장에 엄인섭, 서기에 백규삼이었다.

## 같이 보기
- 최재형
- 이범윤
- 이위종
- 엄인섭
- 백규삼
- 13도의군
- 권업회